# Sirinopteryx rufilineata
Sirinopteryx rufilineata är en fjärilsart som beskrevs av W. Warren 1893. Sirinopteryx rufilineata ingår i släktet Sirinopteryx och familjen mätare. Inga underarter finns listade i Catalogue of Life.